# Bentley Continental GTC
Bentley Continental GTC je luksuzni kabriolet engleskog proizvođača Bentleya. Zasnovan je na kupeu Bentley Continental GT. U proizvodnji je od 2006. godine. Pogoni ga 6.0 litreni W12 motor s dva turbo punjača tako da proizvodi 560 KS. Zasnovan je na platformi Volkswagen Phaetona. Krov je, unatoč današnjim trendovima, platneni, a proizvodi ga njemački proizvođač karoserijskih dijelova Karmann.
Bentley Continental GTC Speed će u proizvodnju krenuti tijekom 2009., a imat će jači motor te blago redizajniranu vanjštinu.

## Tehnički podaci
|                     | Continental GTC                |
| ------------------- | ------------------------------ |
| Motor               | W12 biturbo                    |
| Obujam              | 5.998 cm³                      |
| Snaga               | 411 kW (560 KS) pri 6.100/min. |
| Okretni moment      | 650 Nm pri 1.600/min.          |
| Mjenjač             | automatski sa 6 brzina         |
| Maksimalna brzina   | 312                            |
| 0-100 km/h          | 5,1                            |
| Prosječna potrošnja | 16,6 l                         |
| Emisija CO2         | 396                            |
| Cijena u Hrvatskoj  | 2.117.000 kn                   |

## Vanjska poveznica
- Bentley Motors